# Дроваші
Дроваші (біл. вёска Дровашы) — село в складі Молодечненського району Мінської області, Білорусь. Село підпорядковане Холхлівській сільській раді, розташоване в західній частині області.

## Iсторія
У 1921–1945 роках село знаходилось у Польщі, у Вільнюській воєводствi, Вілейського повіту, c 1927 Молодечненського повіту гміні Гарадок.

## Населення
- 1921 рік - 185 люди, 30 будинки[1].
- 1931 рік - 221 люди, 39 будинки[2].